# Världscupen i alpin skidåkning 1977/1978
Världscupen i alpin skidåkning 1977/1978 inleddes den 7 december 1977 i Val d'Isère och avslutades 19 mars 1978 i Arosa. Vinnare av totala världscupen blev Hanni Wenzel och Ingemar Stenmark.

## Tävlingskalender

### Herrar

#### Störtlopp
| Datum            | Ort                         | Etta                                                 | Tvåa                          | Trea                          |
| ---------------- | --------------------------- | ---------------------------------------------------- | ----------------------------- | ----------------------------- |
| 11 december 1977 | Val d’Isère (Frankrike)     | Franz Klammer (Österrike)                            | Herbert Plank (Italien)       | Josef Walcher (Österrike)     |
| 18 december 1977 | Val Gardena (Italien)       | Herbert Plank (Italien)                              | Peter Wirnsberger (Österrike) | Franz Klammer (Österrike)     |
| 22 december 1977 | Cortina d’Ampezzo (Italien) | Herbert Plank (Italien)                              | Bernhard Russi (Schweiz)      | Peter Wirnsberger (Österrike) |
| 20 januari 1978  | Kitzbühel (Österrike)       | Josef Walcher (Österrike)                            | Walter Vesti (Schweiz)        | Renato Anatonioli (Italien)   |
| 21 januari 1978  | Kitzbühel (Österrike)       | Sepp Ferstl (Västtyskland) Josef Walcher (Österrike) |                               | Michael Veith (Västtyskland)  |
| 11 februari 1978 | Les Houches (Frankrike)     | Ken Read (Kanada)                                    | Dave Murray (Kanada)          | Michael Veith (Västtyskland)  |
| 10 mars 1978     | Laax (Schweiz)              | Uli Spieß (Österrike)                                | Franz Klammer (Österrike)     | Erik Håker (Norge)            |
| 11 mars 1978     | Laax (Schweiz)              | Franz Klammer (Österrike)                            | Erik Håker (Norge)            | Uli Spieß (Österrike)         |

#### Storslalom
| Datum            | Ort                            | Etta                           | Tvåa                           | Trea                           |
| ---------------- | ------------------------------ | ------------------------------ | ------------------------------ | ------------------------------ |
| 10 december 1977 | Val d’Isère (Frankrike)        | Ingemar Stenmark (Sverige)     | Heini Hemmi (Schweiz)          | Jean-Luc Fournier (Schweiz)    |
| 14 december 1977 | Madonna di Campiglio (Italien) | Ingemar Stenmark (Sverige)     | Heini Hemmi (Schweiz)          | Andreas Wenzel (Liechtenstein) |
| 8 januari 1978   | Zwiesel (Västtyskland)         | Ingemar Stenmark (Sverige)     | Phil Mahre (USA)               | Andreas Wenzel (Liechtenstein) |
| 17 januari 1978  | Adelboden (Schweiz)            | Andreas Wenzel (Liechtenstein) | Ingemar Stenmark (Sverige)     | Piero Gros (Italien)           |
| 3 mars 1978      | Stratton Mountain (USA)        | Phil Mahre (USA)               | Heini Hemmi (Schweiz)          | Ingemar Stenmark (Sverige)     |
| 6 mars 1978      | Waterville Valley (USA)        | Andreas Wenzel (Liechtenstein) | Phil Mahre (USA)               | Ingemar Stenmark (Sverige)     |
| 18 mars 1978     | Arosa (Schweiz)                | Ingemar Stenmark (Sverige)     | Andreas Wenzel (Liechtenstein) | Peter Lüscher (Schweiz)        |

#### Slalom
| Datum            | Ort                            | Etta                        | Tvåa                         | Trea                           |
| ---------------- | ------------------------------ | --------------------------- | ---------------------------- | ------------------------------ |
| 13 december 1977 | Madonna di Campiglio (Italien) | Ingemar Stenmark (Sverige)  | Klaus Heidegger (Österrike)  | Bojan Križaj (Jugoslavien)     |
| 5 januari 1978   | Oberstaufen (Västtyskland)     | Ingemar Stenmark (Sverige)  | Klaus Heidegger (Österrike)  | Piero Gros (Italien)           |
| 9 januari 1978   | Zwiesel (Västtyskland)         | Ingemar Stenmark (Sverige)  | Mauro Bernardi (Italien)     | Piero Gros (Italien)           |
| 15 januari 1978  | Wengen (Schweiz)               | Klaus Heidegger (Österrike) | Petar Popangelov (Bulgarien) | Mauro Bernardi (Italien)       |
| 22 januari 1978  | Kitzbühel (Österrike)          | Klaus Heidegger (Österrike) | Petar Popangelov (Bulgarien) | Andreas Wenzel (Liechtenstein) |
| 11 februari 1978 | Chamonix (Frankrike)           | Phil Mahre (USA)            | Ingemar Stenmark (Sverige)   | Paolo De Chiesa (Italien)      |
| 4 mars 1978      | Stratton Mountain (USA)        | Steve Mahre (USA)           | Ingemar Stenmark (Sverige)   | Peter Lüscher (Schweiz)        |

#### Parallellslalom
| Datum        | Ort             | Etta             | Tvåa                       | Trea                       |
| ------------ | --------------- | ---------------- | -------------------------- | -------------------------- |
| 19 mars 1978 | Arosa (Schweiz) | Phil Mahre (USA) | Ingemar Stenmark (Sverige) | Leonhard Stock (Österrike) |

### Damer

#### Störtlopp
| Datum           | Ort                            | Etta                              | Tvåa                              | Trea                           |
| --------------- | ------------------------------ | --------------------------------- | --------------------------------- | ------------------------------ |
| 7 december 1977 | Val d’Isère (Frankrike)        | Marie-Theres Nadig (Schweiz)      | Annemarie Moser-Pröll (Österrike) | Monika Bader (Västtyskland)    |
| 6 januari 1978  | Pfronten (Västtyskland)        | Annemarie Moser-Pröll (Österrike) | Cindy Nelson (USA)                | Doris De Agostini (Schweiz)    |
| 7 januari 1978  | Pfronten (Västtyskland)        | Annemarie Moser-Pröll (Österrike) | Cindy Nelson (USA)                | Marie-Theres Nadig (Schweiz)   |
| 13 januari 1978 | Les Diablerets (Schweiz)       | Annemarie Moser-Pröll (Österrike) | Evi Mittermaier (Västtyskland)    | Irene Epple (Västtyskland)     |
| 18 januari 1978 | Bad Gastein (Österrike)        | Evi Mittermaier (Västtyskland)    | Annemarie Moser-Pröll (Österrike) | Marie-Theres Nadig (Schweiz)   |
| 11 mars 1978    | Bad Kleinkirchheim (Österrike) | Annemarie Moser-Pröll (Österrike) | Cindy Nelson (USA)                | Evi Mittermaier (Västtyskland) |
| 12 mars 1978    | Bad Kleinkirchheim (Österrike) | Annemarie Moser-Pröll (Österrike) | Cindy Nelson (USA)                | Marie-Theres Nadig (Schweiz)   |

#### Storslalom
| Datum            | Ort                            | Etta                              | Tvåa                              | Trea                         |
| ---------------- | ------------------------------ | --------------------------------- | --------------------------------- | ---------------------------- |
| 8 december 1977  | Val d’Isère (Frankrike)        | Lise-Marie Morerod (Schweiz)      | Maria Epple (Västtyskland)        | Monika Kaserer (Österrike)   |
| 15 december 1977 | Madonna di Campiglio (Italien) | Hanni Wenzel (Liechtenstein)      | Monika Kaserer (Österrike)        | Lise-Marie Morerod (Schweiz) |
| 9 januari 1978   | Les Mosses (Schweiz)           | Lise-Marie Morerod (Schweiz)      | Hanni Wenzel (Liechtenstein)      | Maria Epple (Västtyskland)   |
| 10 januari 1978  | Les Mosses (Schweiz)           | Hanni Wenzel (Liechtenstein)      | Monika Kaserer (Österrike)        | Fabienne Serrat (Frankrike)  |
| 9 februari 1978  | Megève (Frankrike)             | Lise-Marie Morerod (Schweiz)      | Annemarie Moser-Pröll (Österrike) | Fabienne Serrat (Frankrike)  |
| 2 mars 1978      | Stratton Mountain (USA)        | Hanni Wenzel (Liechtenstein)      | Maria Epple (Västtyskland)        | Lise-Marie Morerod (Schweiz) |
| 7 mars 1978      | Waterville Valley (USA)        | Lise-Marie Morerod (Schweiz)      | Becky Dorsey (USA)                | Fabienne Serrat (Frankrike)  |
| 17 mars 1978     | Arosa (Schweiz)                | Annemarie Moser-Pröll (Österrike) | Irene Epple (Västtyskland)        | Lise-Marie Morerod (Schweiz) |

#### Slalom
| Datum            | Ort                                 | Etta                         | Tvåa                         | Trea                         |
| ---------------- | ----------------------------------- | ---------------------------- | ---------------------------- | ---------------------------- |
| 10 december 1977 | Breuil-Cervinia (Italien)           | Perrine Pelen (Frankrike)    | Fabienne Serrat (Frankrike)  | Hanni Wenzel (Liechtenstein) |
| 19 januari 1978  | Bad Gastein (Österrike)             | Lise-Marie Morerod (Schweiz) | Hanni Wenzel (Liechtenstein) | Perrine Pelen (Frankrike)    |
| 22 januari 1978  | Maribor (Jugoslavien)               | Hanni Wenzel (Liechtenstein) | Maria Epple (Västtyskland)   | Lea Sölkner (Österrike)      |
| 24 januari 1978  | Berchtesgaden (Västtyskland)        | Hanni Wenzel (Liechtenstein) | Lise-Marie Morerod (Schweiz) | Perrine Pelen (Frankrike)    |
| 25 januari 1978  | Berchtesgaden (Västtyskland)        | Hanni Wenzel (Liechtenstein) | Fabienne Serrat (Frankrike)  | Lise-Marie Morerod (Schweiz) |
| 8 februari 1978  | Saint-Gervais-les-Bains (Frankrike) | Perrine Pelen (Frankrike)    | Lea Sölkner (Österrike)      | Fabienne Serrat (Frankrike)  |
| 5 mars 1978      | Stratton Mountain (USA)             | Perrine Pelen (Frankrike)    | Fabienne Serrat (Frankrike)  | Hanni Wenzel (Liechtenstein) |

#### Parallellslalom
| Datum        | Ort             | Etta                              | Tvåa                               | Trea                    |
| ------------ | --------------- | --------------------------------- | ---------------------------------- | ----------------------- |
| 19 mars 1978 | Arosa (Schweiz) | Annemarie Moser-Pröll (Österrike) | Christa Zechmeister (Västtyskland) | Viki Fleckenstein (USA) |

## Slutplacering damer
| Placering | Namn                  | Land          | Total Poäng | Störtlopp | Storslalom | Slalom |
| --------- | --------------------- | ------------- | ----------- | --------- | ---------- | ------ |
| 1         | Hanni Wenzel          | Liechtenstein | 154         | 4         | 75         | 75     |
| 2         | Annemarie Moser-Pröll | Österrike     | 147         | 75        | 53         | 19     |
| 3         | Lise-Marie Morerod    | Schweiz       | 135         | 0         | 75         | 60     |
| 4         | Fabienne Serrat       | Frankrike     | 105         | 0         | 45         | 60     |
| 5         | Cindy Nelson          | USA           | 97          | 60        | 25         | 12     |
| 6         | Perrine Pelen         | Frankrike     | 96          | 0         | 21         | 75     |
| 7         | Maria Epple           | Västtyskland  | 94          | 0         | 55         | 39     |
| 8         | Monika Kaserer        | Österrike     | 76          | 6         | 55         | 15     |
| 9         | Lea Sölkner           | Österrike     | 70          | 0         | 24         | 46     |
| 10        | Marie-Theres Nadig    | Schweiz       | 63          | 55        | 8          | 0      |

## Slutplacering herrar
| Placering | Namn             | Land          | Total Poäng | Störtlopp | Storslalom | Slalom |
| --------- | ---------------- | ------------- | ----------- | --------- | ---------- | ------ |
| 1         | Ingemar Stenmark | Sverige       | 150         | 0         | 75         | 75     |
| 2         | Phil Mahre       | USA           | 116         | 0         | 65         | 51     |
| 3         | Andreas Wenzel   | Liechtenstein | 100         | 0         | 70         | 30     |
| 4         | Klaus Heidegger  | Österrike     | 95          | 0         | 25         | 70     |
| 5         | Herbert Plank    | Italien       | 70          | 70        | 0          | 0      |
|           | Franz Klammer    | Österrike     | 70          | 70        | 0          | 0      |
| 7         | Josef Walcher    | Österrike     | 65          | 65        | 0          | 0      |
| 8         | Piero Gros       | Italien       | 60          | 0         | 23         | 37     |
|           | Heini Hemmi      | Schweiz       | 60          | 0         | 60         | 0      |
| 10        | Mauro Bernardi   | Italien       | 54          | 0         | 11         | 43     |